# Rina Zelionaïa
Ekaterina (Rina) Vassilievna Zelionaïa (en russe : Екатери́на Васи́льевна Зелёная), née le 7 novembre 1901 à Tachkent (Empire russe) et décédée le 1er avril 1991 à Moscou, est une actrice russe, puis, soviétique surnommée par la critique « la reine de l'épisode ».

## Biographie
En 1919, Rina Zelionaïa est diplômée de l'école supérieure d'art dramatique Mikhaïl Chtchepkine. Parmi ses professeurs il y avait Nikolaï Radine et Maria Blumenthal-Tamarina. Elle a débuté comme chanteuse professionnelle, mais à partir de 1921, s'est tournée vers la carrière théâtrale. Elle travaillait dans les petites salles de spectacle comme Balagantchik ("Балаганчик") à Petrograd, La Taupe ("Крот") à Odessa, Ne pleure-pas ("Не рыдай") à Moscou. Elle travaille à la radio dans les années 1930.
Lors de la Grande Guerre patriotique, elle participe aux concerts pour les troupes soviétiques sur la ligne de front et reçoit en 1944 l'Ordre de l'Étoile rouge et la médaille pour la Défense de Léningrad.
Sa carrière cinématographique a commencé très tôt dans le film Le Chemin de la vie de Nikolai Ekk (1931), mais s'est toujours poursuivie dans les épisodes. Elle prête également sa voix pour des doublages de dessins animés. Rina Zelionaïa est restée dans la mémoire des spectateurs principalement pour avoir joué la tortue dans le film d'enfant Les Aventures de Bouratino (1975) et Mrs Hudson dans la série Les Aventures de Sherlock Holmes et du docteur Watson de Igor Maslennikov (1979-1986).
Il était question de lui décerner le titre d'Artiste du peuple de l'URSS, mais l'actrice décède des suites d'un cancer le jour même que la décision en est prise par le Soviet suprême de l'Union soviétique. Elle est inhumée auprès de son époux, l'architecte Constantin Topouridze (1905-1977), au Cimetière de la Présentation à Moscou.

## Filmographie partielle
Cinéma
- 1931 : Le Chemin de la vie (Путёвка в жизнь) de Nikolai Ekk : enfant des rues
- 1939 : L'Enfant trouvé (Подкидыш, Podkidych) de Tatiana Loukachevitch : Aricha
- 1947 : Le Printemps (Весна) de Grigori Aleksandrov : maquilleuse
- 1952 : Le Compositeur Glinka (Композитор Глинка) de Grigori Aleksandrov : femme allemande
- 1957 : Jeune fille sans adresse (Девушка без адреса) d'Eldar Riazanov : Elizaveta Timofeevna, modeliste
- 1961 : Absolument sérieusement (Совершенно серьёзно), film à sketches d'Eldar Riazanov, Leonid Gaïdaï, Naum Trakhtenberg, Eduard Emoïro et Vladimir Semakov
- 1962 : Mon petit frère (Мой младший брат) d'Alexandre Zarkhi : tante Erma
- 1965 : Opération Y et autres aventures de Chourik (Операция „Ы“ и другие приключения Шурика) de Leonid Gaïdaï : femme dans le bus
- 1966 : Dans la ville de S (В городе С) de Iossif Kheifitz : écrivain
- 1966 : Les Trois Gros (Три толстяка) d'Alexeï Batalov et Iossif Chapiro (ru) : tante Hanimed
- 1974 : Skvorets i Lyra (Скворец и Лира) de Grigori Alexandrov : Ursula

Télévision
- 1975 : Les Aventures de Bouratino (Приключения Буратино) de Leonid Netchaev : Tortilla, la tortue
- 1977 : À propos du Petit Chaperon rouge (Про Красную Шапочку) de Leonid Netchaev : grand-mère
- 1979-1986 : Les Aventures de Sherlock Holmes et du docteur Watson d'Igor Maslennikov dont :
  - 1979 : Sherlock Holmes et le docteur Watson (Шерлок Холмс и доктор Ватсон) : Mrs Hudson
  - 1980 : Les Aventures de Sherlock Holmes et du docteur Watson (Приключения Шерлока Холмса и доктора Ватсона) : Mrs Hudson
  - 1981 : Le Chien des Baskerville (Собака Баскервилей) : Mrs Hudson
  - 1983 : Les Trésors d'Agra (Сокровища Агры) : Mrs Hudson
  - 1986 : Le XXe siècle commence (Двадцатый век начинается)  : Mrs Hudson